# 亚伯拉罕协议

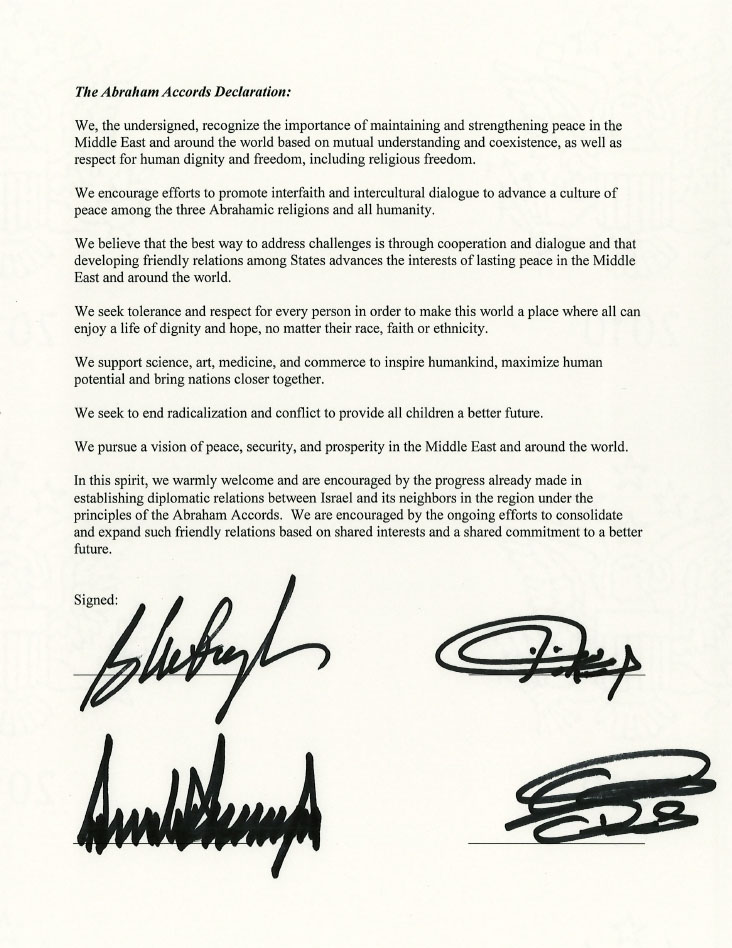
亞伯拉罕協議宣言

亚伯拉罕协议（英語：Abraham Accords）是以色列、阿拉伯联合酋长国和美国于2020年8月13日發表的联合声明。随后以色列与阿拉伯联合酋长国（以阿和平協議）、巴林（巴林－以色列和平協議）、蘇丹（以色列－蘇丹和平協議）、摩洛哥（以色列—摩洛哥和平協議）之間的協議也被視為亚伯拉罕协议的一部分。
该声明标志着阿拉伯世界与以色列自约以和约簽訂以来再次正常化雙邊关系。2020年9月15日，阿联酋外交部长阿卜杜拉·本·扎耶德·阿勒纳哈扬、巴林外交部长阿卜杜拉蒂夫·本·拉希德·扎亚尼、以色列总理本杰明·内塔尼亚胡和美国总统唐納·川普签署了亚伯拉罕协议。
这些协议以亞伯拉罕的名字命名，目的是强调犹太教和伊斯兰教之间的共同信仰起源，这两种宗教都屬於亞伯拉罕諸教。

## 另見
- 戴维营协议
- 埃以和約
- 约以和约
- 阿以反伊联盟